# Richard M. Buxbaum
Richard Manfred Buxbaum (* 1930 in Friedberg) ist ein deutsch-amerikanischer Rechtswissenschaftler, der an der University of California, Berkeley lehrte.

## Leben und Leistungen
Buxbaum ist der Sohn des hessischen Landarztes Heinrich Buxbaum. Noch im Jahr von Richards Geburt zog die Familie nach Griesheim; 1938 - Heinrich Buxbaum war Jude - wanderte die Familie in die USA aus und ließ sich im Bundesstaat New York nieder. Nach Abschluss der High School im Jahre 1946 studierte Buxbaum an der Cornell University Wirtschaftswissenschaften und slawische Literatur (A.B. 1950). Anschließend erwarb er an der Cornell Law School den Bachelor of Laws (1952) und in Berkeley den Master of Laws (1953). Sodann war er acht Jahre lang als Verteidiger tätig und wirkte u. a. drei Jahre lang als Militärverteidiger im Hauptquartier der US-Streitkräfte in Heidelberg. Seit 1961 ist er Professor an der University of California, Berkeley. 1964 wurde er dort zum Professor auf Lebenszeit ernannt (Jackson H. Ralston Professor of International Law, School of Law).
Buxbaum ist auf internationales Wirtschaftsrecht und vor allem auf Gesellschaftsrecht spezialisiert. Er war Direktor des Earl Warren Legal Institute (1970–1974) and des National Center on Financial Services, EWLI (1988–1990). Er war von 1990 bis 1993 Direktor des University of California Center for German and European Studies und Vorsitzender des Center for Western European Studies, University of California at Berkeley (1990–1993). Zudem war er von 1993 bis 1999 Dekan der Fakultät und leitete das LL.M.-Programm der Amerikanischen Universität in Armenien, Jerewan (1996–2000).
Buxbaum war Editor-in-Chief, The American Journal of Comparative Law (1987–2003) und Contributing Editor, CEB California Business Law Reporter; La société anonyme suisse – Die schweizerische Aktiengesellschaft; Wirtschaft und Wettbewerb; The International Lawyer; Business and Politics
Fellow.

## Mitgliedschaften
- Fellow, American Academy of Arts and Sciences (2001)[4];
- Titular Member, International Academy of Comparative Law;
- Mitglied, Gesellschaft für Rechtsvergleichung;
- Mitglied des Fachbeirats, Max-Planck-Institut für ausländisches und internationales Privatrecht
- Member, Advisory Council and Visitors' Committee, Cornell Law School (1978–1984; Chair, 1980–1984);
- Mitglied der Gründungskommission der Bucerius Law School;
- Mitglied, Wissenschaftsrat, Helsinki Institute for Information Technology
- Member, Committee on Corporate Laws, American Bar Association, (1972–1976); * Committee on Takeovers and Corporate Governance, State Bar of California (1985–1990);
- State of California Senate Commission on Corporate Governance, Shareholders' Rights and Securities Regulation (1986–1998);
- American Law Institute (Advisor, ALI Corporate Governance Project) (1986–1994)
- US Member, Property Commission, [German] Foundation for Responsibility, Remembrance

## Auszeichnungen
- Humboldt Prize for the Humanities and Social Sciences, 1992
- Großes Bundesverdienstkreuz, 1992
- Dr. iur. h. c., Universität Osnabrück, 1992
- Dr. iur. and Professor h. c., Eötvös-Loránd-Universität, Budapest, 1993
- Officier, Ordre des Arts et des Lettres, Frankreich, 1996
- Comendador, Ordem de Rio Branco, Brasilien, 1998
- Professor h. c., Peking University, 1998
- Arthur-Burkhardt-Preis, 2000
- Dr. iur. h. c., Universität zu Köln 2006
- Dr. iur. h. c., Bucerius Law School, Hamburg, 2009

## Schriften
- European economic and business law : legal and economic analyses on integration and harmonization/Buxbaum, Richard M.. - Berlin [u. a.] : de Gruyter, 1996
- European economic and business law : legal and economic analyses on integration and harmonization ; [the conference was held in Vitznau in September 1993] Berlin u. a., de Gruyter, 1996
- Institutional investors and corporate governance/Baums, Theodor. - Berlin [u. a.], Berlin u. a., de Gruyter, 1994
- Institutional investors and corporate governance (mit Baums, Berlin u. a., de Gruyter, 1994)
- The new anti-corporate bias in American farm law, Zeitschrift für das gesamte Genossenschaftswesen, Bd. 43 (1993), 4, S. 296–305
- Is „network“ a legal concept?, Journal of institutional and theoretical economics, Bd. 149 (1993), 4, S. 698–705
- European business law – legal and economic analyses on integration and harmonization, Berlin u. a., de Gruyter, 1991
- The Soviet Sobranie of laws : problems of codification and non-publication, International and Area Studies, University of California at Berkeley, 1991
- European business law : legal and economic analyses on integration and harmonization, Berlin u. a., de Gruyter, 1991
- Integration through law ; Vol. 4 ; Legal harmonization and the business enterprise : corporate and capital market law harmonization policy in Europe and the USA, 1988
- Legal harmonization and the business enterprise : corporate and capital market law, harmonization policy in Europe and the U.S.A, Berlin, de Gruyter, 1988
- Legal issues concerning the financial aspects of joint ventures with nonmarket economy firms, ICSID review, Bd. 2 (1987), 1, S. 66–84
- Modification and adaption of contracts : American legal developments, Adaptation and renegotiation of contracts in international trade and finance (1985), S. 31–54
- The politico-legal context of the purpose and effect of codification : the example of technology transfer negotiations, Legal problems of codes of conduct for multinational enterprises (1980), S. 89–99
- The relation of the large corporation's structure to the role of shareholders and directors : some American historical perspectives, Recht und Entwicklung der Großunternehmen im 19. und frühen 20. Jahrhundert (1979), S. 243–254
- Corporations : cases and materials (mit Jennings), 5. ed. - St. Paul, Minn. : West Publ., 1979